# سان نیکلاس د لوس آرویوس
سان نیکلاس د لوس آرویوس (به اسپانیایی: San Nicolás de los Arroyos) شهری در کشور آرژانتین، استان بوئنوس آیرس است که در سال ۲۰۰۹ میلادی، حدود ۱۳۴٬۰۰۰ نفر جمعیت داشته است.